# Sweet Sensation (band)
Sweet Sensation was een Britse soulband uit de jaren 1970.

## Bezetting
- Marcel Neville King (Manchester, 4 januari 1958 - 5 oktober 1995), zang
- Junior Daye (Kingston, 26 juni 1950), zang
- Vincent James (St. Mary, 12 februari 1951), zang
- St. Clair L. Palmer (St. Kitts, 4 maart 1954), zang

- Gary Shaugnessy (Manchester, 25 juli 1953), gitaar
- Barry Johnson (Kingston, 20 augustus 1954), basgitaar
- Leroy Smith (Kingston, 3 september 1952 - 15 januari 2009), keyboards
- Roy Flowers (Kingston, 4 augustus 1951), drums

## Geschiedenis
In 1971 formeerden de beide Britten Marcel King en Gary Shaugnessy uit Manchester de 8-koppige formatie Sensations. In 1973 wonnen ze de tv-talentenjacht New Faces. Er volgde een platencontract bij jurylid en succesproducent Tony Hatch en een naamswijziging in Sweet Sensation wegens gelijkheid in naam met een andere band.
De eerste single Snowfire (1974) was nog zonder succes, maar met de tweede single Sad Sweet Dreamer, die Hatch samen met Desmond Parton had geschreven, hadden ze succes en behoort deze heden tot de klassiekers. De song bereikte in het Verenigd Koninkrijk de toppositie en kon zich internationaal ook plaatsen. Hun muziek lag exact in de lijn van de populaire Amerikaanse phillysound. In de meeste landen bleef de single echter een onehitwonder en ook in hun thuisland miste de tweede single Purely by Coincidence nipt de top 10. Verdere singles konden ze niet meer plaatsen in de hitlijst.
In 1977 namen ze deel aan de voorronden van het Eurovisiesongfestival en bereikten ze met You're My Sweet Sensation slechts de 8e plaats. Derhalve verloren ze ook hun platencontract en begon de band uit elkaar te vallen.
Tijdens de jaren 1980 ging King op de solotoer, maar had hij geen succes met zijn single Reach for Love (1984). Hij overleed in 1995 op 37-jarige leeftijd aan de gevolgen van een hersenbloeding. Bassist Barry Johnson vervoegde zich in 1983 bij de new wave-band Quando Quango en later bij de reggae-band Aswad.

## Discografie

### Singles
- 1974: Snow Fire
- 1974: Sad Sweet Dreamer
- 1975: Purely by Coincidence
- ????: Hide Away from the Sun
- ????: Mr Cool
- ????: Sweet Regrets
- ????: Mail Train

### Albums
- 1975: Sad Sweet Dreamer

### NPO Radio 2 Top 2000
Van Sweet Sensation stond alleen Sad sweet dreamer in 2000 in de NPO Radio 2 Top 2000, op plek 1793.